# Verquin
Verquin es una comuna francesa situada en el departamento de Paso de Calais, en la región de Alta Francia.

## Demografía
| 379 | 421 | 467 | 516 | 648 | 665 | 704 | 756 | 782 | 802 | 798 | 802 | 775 | 847 | 858 | 865 | 879 | 912 | 1 118 | 1 530 | 1 663 | 2 071 | 2 055 | 2 290 | 2 326 | 2 400 | 3 143 | 3 696 | 3 393 | 3 242 | 3 385 | 3 453 | 3 248 | 3 476 |
| Para los censos de 1962 a 1999 la población legal corresponde a la población sin duplicidades (Fuente: INSEE [Consultar]) |     |     |     |     |     |     |     |     |     |     |     |     |     |     |     |     |     |       |       |       |       |       |       |       |       |       |       |       |       |       |       |       |       |